# Косничук Емілія Андріївна
Коснічук Емілія Андріївна — радянський і український редактор, сценарист, журналіст, кінокритик.

## Біографічні відомості
Народилася 28 серпня 1939 р. в Севастополі в родині службовця, закінчила середню школу у м.Самборі Львівської області і Філологічний факультет Львівського національного університету імені Івана Франка.
Член Національної спілки кінематографістів, член Національної спілки журналістів України.
З 2006 року працює на телеканалі «Глас» на посаді сценариста.

## Творча біографія

### Участь у створенні фільмів
Редактор у 30 фільмах Кіностудії ім. О. Довженка, серед яких такі відомі кінострічки, як:
- «Зозуля з дипломом» (1971)
- «В бій ідуть тільки старики» (1973)
- «Весілля» (1973, радянсько-югославський фільм, відзначений в Карлових Варах)
- «Анна і Командор» (1974)
- «Така вона, гра» (1976, про Валерія Лобановського), за яку отримала медаль на Петербурзькому кінофестивалі спортивних фільмів)
- «Дачна поїздка сержанта Цибулі» (1979)
- «Генеральна репетиція» (1988) та інші.

### Журналістика
Створення літопису українського кіно. (Автор більш як 1000 статей в газетах «Культура і життя», «Факти», «Бульвар», «Комсомольская правда», «Газета 2000», а також у відомих журналах «Капітал», «Караван історій», «Віче», «Політика і люди», «Панорама»(США) і т. д.

### Співавтор книг
«Будем жить». Воспоминания о Леониде Быкове — режисере, актере, друге" (про Леоніда Бикова), «Про відомих жінок незалежної України».

### Тележурналістика
Участь у створенні телепрограм як автора:
- «Ток-шоу з Ольгою» (телеканал ICTV);
- «Отак і живимо» (телеканал ICTV);
- «Він і вона» (телеканал ICTV);
- «Генії третього роду» (телеканал Перший Національний);
- «Жінка на всі сто» (телеканал ТЕТ);
- «Життя і творчість видатних митців України» (телеканал Глас);

Участь у створенні документальних фільмів як сценарист:
- «Мій Костя» (про Народного артиста СРСР (1977) К. П. Степанкова, лауреата Державної премії України імені О.Довженка (2003), першого лауреата премії імені Бикова);
- «Ада Роговцева» (про Народну артистку СРСР та Героя України Аду Роговцеву);
- «Лариса Кадочнікова» (про Народну артистку України Ларису Кадочнікову);
- «Пізнє щастя Маргарити Кринициної» (про Народну артистку України та Лауреата Державної премії України імені О. Довженка Маргарити Кринициної).